# Marc-André Hamelin

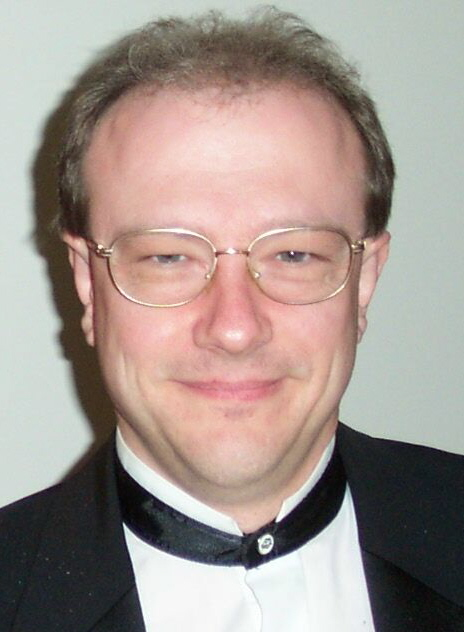
Marc-André Hamelin

Marc-André Hamelin, (Montreal, Quebec, 5 september 1961) is een Canadees klassiek pianist en componist.
Marc-André Hamelin begon zijn pianostudie op 5-jarige leeftijd en was 9 jaar toen hij de eerste prijs in een Canadees concours won. Zijn vader was apotheker, maar ook een begenadigd pianist. Deze leerde hem de werken van Alkan, Godowsky en Sorabji kennen. De voornaamste leermeesters van Marc-André waren Yvonne Hubert, Harvey Wedeen en Russell Sherman. Hij studeerde aan de École Vincent d'Indy in Montreal en vervolgens aan de Temple University in Philadelphia (Pennsylvania).
Marc-André Hamelin gaf recitals in Amsterdam, Antwerpen, Arnhem, Berlijn, Birmingham, Frankfurt, Istanbul, Mexico City, Milaan, Montreal, Moskou, New York, Ottawa, Parijs, Philadelphia, Quebec, Salt Lake City, San Juan Puerto Rico, Rotterdam, Toronto, Wenen, Washington en Warschau. Hij trad ook op tijdens festivals, waaronder Bad Kissingen, Belfast, Cervantino, La Grange de Meslay, Husum Piano Rarities, Lanaudière, Ravinia, La Roque d’Anthéron, Ruhr Piano, Scotia (Halifax), Singapore Piano, Snape Maltings Proms, Turku en Ottawa Strings of the Future, en het Chopin Festivals of Bagatelles (Parijs), Duszniki en Valldemossa. Marc-André Hamelin speelt regelmatig in de Wigmore Hall Masterconcert Series en de International Piano Series in Londens South Bank Centre. Ook speelt hij jaarlijks in de Herkulessaal in München en hij gaf een serie van 6 concerten in Tokio.
Hij maakte opnamen van vele componisten op het label van Hyperion. Zijn opname van de complete Godowsky Studies on Chopin's Études won de 2000 Gramophone Instrumental Award. Hamelin is ook bekend door zijn opnamen van minder bekende laat-19e- en vroeg-20e-eeuwse componisten (Leo Ornstein, Nikolai Roslavets, Nikolaj Medtner, Georgy Catoire, Charles Ives), en door het spelen van pianistisch zeer moeilijke werken van pianisten/componisten als Leopold Godowsky, Charles-Valentin Alkan en Kaikhosru Sorabji.
Hamelin componeerde zelf ook diverse werken, waaronder een set van 12 piano-etudes in mineurtoonsoorten. Hiervan zijn er 6 voltooid. De twaalfde in deze cyclus is een Prelude and Fugue, en is gepubliceerd door Doberman-Yppan. Een andere cyclus van 7 stukken, getiteld Con Intimissimo Sentimento, werd samen met een opname door Hamelin zelf gepubliceerd door Ongaku No Tomo Sha. Hamelin schreef voorts een transcriptie van Zequinha de Abreus Tico-Tico No Fubá die door Schott Music is gepubliceerd. Hoewel het merendeel van zijn composities voor piano solo is geschreven, heeft hij ook 3 stukken gecomponeerd voor pianola, en diverse andere werken voor andere instrumenten, waaronder Three Fanfares voor 3 trompetten, gepubliceerd door Presser. Zijn andere werken zijn gedistribueerd via het Sorabji Archive.
In 1985 won Hamelin de Carnegie Hall International Competition of American Music. In 2004 ontving Hamelin de internationale opname award in Cannes. Hij is officier in de Orde van Canada en ridder in de Nationale Orde van Quebec.
Hamelin schreef een kort virtuoos stuk genaamd Valse Irritation d'après Nokia, gebaseerd op de Nokia-ringtone. Deze "irritante" wals speelt hij tijdens concerten als er een mobiele telefoon afgaat.

## Discografie
Deze werken zijn op het label van Hyperion uitgebracht:
- Albéniz: Iberia (CDA67476/7)
- Alkan: Concerto for solo piano & Troisième recueil de chants (CDA67569)
- Alkan: Symphony for Solo Piano (CDA67218)
- Bernstein: The Age of Anxiety & Bolcom: Piano Concerto (CDA67170)
- Brahms: Piano Concerto No 2 (CDA67550)
- Brahms: The Piano Quartets (CDA67471/2)
- Catoire: Piano Music (CDA67090)
- Dukas & Decaux: Piano music (CDA67513)
- Godowsky: Sonata en Passacaglia (CDA67300)
- Godowsky: The Complete Studies on Chopin's Etudes (CDA67411/2)
- Grainger: Piano Music (CDA66884)
- Hamelin plays Alkan (CDA66794)
- Haydn: Piano Sonatas (CDA67554)
- Ives & Barber: Piano Sonatas (CDA67469)
- Kaleidoscope (CDA67275)
- Kapustin: Piano Music (CDA67433)
- Liszt: Paganini Studies & Schubert March transcriptions (CDA67370)
- Marc-André Hamelin Live at Wigmore Hall (CDA66765)
- Marc-André Hamelin plays Liszt (CDA66874)
- Marc-Andre Hamelin: It's all about the music (DVDA68000)
- Medtner: Forgotten Melodies I, II (CDA67578)
- Medtner: The Complete Piano Sonatas (CDA67221/4)
- Ornstein: Piano Music (CDA67320)
- Reger: Piano Music (CDA66996)
- Roslavets: Piano Music (CDA66926)
- Rzewski: The People United Will Never Be Defeated! (CDA67077)
- Schumann: Carnaval, Fantasiestücke & Papillons (CDA67120)
- Schumann: Piano Music (CDA67166)
- Scriabin: Complete Sonatas (CDA67131/2)
- Shostakovich: Piano Concertos Nos 1 and 2 & Shchedrin: Piano Concerto No 2 (CDA67425)
- Szymanowski: The Complete Mazurkas (CDA67399)
- The Composer-Pianists (CDA67050)
- The Romantic Piano Concerto, Vol 7 - Alkan and Henselt (CDA66717)
- The Romantic Piano Concerto, Vol 18 - Korngold and Marx (CDA66990)
- The Romantic Piano Concerto, Vol 22 - Busoni (CDA67143)
- The Romantic Piano Concerto, Vol 38 - Rubinstein & Scharwenka (CDA67508)
- Villa-Lobos: Piano Music (CDA67176)